# Арман Давид
Арма́н Дави́д (фр. Armand David; 7 вересня 1826, Еспелетт (поблизу Байонни) — 10 листопада 1900, Париж) — французький місіонер-лазарист, а також зоолог та ботанік.
Велику частину життя працював у Китаї. Відомий як першовідкривач (для європейської науки) великої панди та оленя Давида. Також ним був описаний як новий для науки вид очеретяна сутора (Paradoxornis heudei).

## Біографія
Народився в містечку Еспелетт поблизу Байонни (південний захід Франції) на півночі Країни басків. Вступив до Конгрегації місій у 1848 році. У 1862 році був направлений в Пекін.
Займаючись природною історією, об'їздив Монголію, Тибет, область озера Кукунор провінцію Цзянси та зібрав цінні природно-історичні колекції. У 1872 році А. Давид провів нову подорож з Франції у центральні провінції Китаю та з багатими зоологічними колекціями повернувся у 1875 році в Європу. Звіти про його першій подорожі опубліковані у «Nouvelles Archives du Muséum d'histoire naturelle» (1866 та 1868–1870). Про останню свою подорож А. Давид написав «Journal de mon troisième voyage d'exploration dans l'empire Chinois» (1876); крім того, йому належить «Les oiseaux de la Chine» (1877) та багато інших робіт.

## Почесті
На честь А. Давида названий рід Давидія (Davidia) родини кизилові, сосна Армана та вид оленів, представників якого він побачив першим з європейців (в імператорському саду Китаю).
Анрі Еміль Соваж назвав на його честь рибу Sarcocheilichthys davidi (у 1878 році) та полоза-елафа Elaphe davidi (у 1884 році).